# 魔壊神トリリオン
『魔壊神トリリオン』は、コンパイルハートより2015年7月23日に発売されたPlayStation Vita専用ゲームソフト。

## 概要
コンパイルハートの開発セクションの一つ「魔界1番館」の開発第1号タイトルである本作は、恋愛要素を含んだシミュレーションロールプレイングゲームである。
制作にはディレクションを手がける山本雅博や音楽担当の佐藤天平をはじめとする『魔界戦記ディスガイア』シリーズのスタッフが多く関わっており、キャラクターデザインもディスガイア系に近いほか、ディスガイアの転生システムに近いシステムも備えている。
ジャンルが『死に際に想いを託すRPG』と銘打たれているように、キャラクターの死亡率が高い作品であり、特にゲーム序盤でトリリオンに挑む魔王は死を運命づけられたようなものだと4Gamer.netのgingerは評している。
本作は魔王が死ぬ度に章が進むという進行形態となっており、真エンディングを迎えるためには最後の一人になるまであえて倒さずに見殺しにする必要がある。
また、本作の特徴の一つに、登場ヒロインの半数が主人公ゼアボロスの三親等以内にあたることがあげられており、これは初期案の設定が勇者一家だったことの名残である。

## システム
本作は育成パートと戦闘パートに分かれており、プレイヤーはトリリオンが休眠期に入っている間に自軍を鍛えて進撃に備えることになる。

### 育成パート
トリリオンが活動期に入るまでの数周期（1周期は7日間）、日ごとに訓練内容を指定して6種の経験点を稼ぎ、それを消費してスキルやステータスを強化していくというのが主な流れ。また、状況に応じて「骨休め」を行い、休息をとったり交流を重ねて後述の「想いポイント」を稼いだりすることも出来る。どのような行動を行ったとしても、日の終わりにガチャガチャを行えるメダルが1枚手に入る。
育成対象の魔王は、1～3人目はマモン・レヴィア・ペルペルの中から選択し、それ以降はアシュメディア・ルゥシェ・フェゴール…と決まった順番で候補者が選ばれる。ちなみに、新しい魔王が選ばれる度に疲労・ケガ回復アイテムなどが入手できる。
修練
6種の経験点に対応した修練が存在しており、実行すると増加量の大小はあれど全ての経験点が増加し、疲労が10％増加する。途中から、全ての経験点が中程度増えるが疲労の増加が30％と多い訓練が追加される。
また、生存しているメンバーが各修練のサポートに配置され、その数×10％（最大30％）のボーナスが付く。そのため、終盤になるほど人数が減ってボーナスが付きにくくなる。
疲労に応じて成功判定が行われ、超大成功・大成功・成功・失敗のいずれかとなる（失敗でも上昇はする）。大成功以上では修練メダルが入手でき、超大成功ではフィーバータイム、失敗では倍返しチャンスのカウンターが1つ増える。
フィーバータイムと倍返しチャンスはそれぞれカウンターが3つたまると発生し、前者は1週間常に判定が超大成功に固定され、後者は次の訓練における上昇量が2，5，7倍のいずれかになる。
疲労が多い場合は運が悪いと怪我をしてしまい、貴重なアイテムを使うか3日間経過するまで修練などが実行できなくなる。イベントでは、さらに期間が長い「大ケガ」、ケガをしやすくなる「虚弱」、疲労の上昇量が1割増しになる「呪い」、ケガをしにくくなる「強靭」、次の修練の効果が倍になる「幸運」もある。
骨休め
疲労を50％減少させる「休息」、疲労を5％下げつつ想いポイントを上げる「交流」、お金を増やす「徴収」、魔王にプレゼントできるアイテムが入手できる「ガチャ」が実行できる。
交流を実行した場合、親交度が一定以上あればイベントが計6回発生する。これらは想いポイントの上昇量が多く、また全て見ることが真エンディングの条件となっている。個別エンドの条件とは無関係であるが、エンディングの内容に繋がっているものもあるので、狙っているキャラのイベントは一通り見るべきである。なお、最終イベントは常にCGが表示される（1～6人目は途中でもう1つCGイベントがある）。
ガチャはメダル1枚につき1回実行可能で、1，5，10回が選択できる。入手できるプレゼント用アイテムには紫のボールに入った通常アイテム以外に、金色のボールに入ったレア物もある。レアといってもせいぜい2割程度で、数％というレベルで確率が低いということはない。
能力強化
経験点を消費して、魔王の能力を強化する。強化の内容はステータス、パッシブスキル、アクティブスキルの3つ。
能力強化はHP、MP、物理攻撃力、物理防御力、魔法攻撃力、魔法防御力、行動速度、統率力の6つを1ずつ上げることができる。100または200上がるごとに必要なポイントが増えてしまうため、600辺りから上昇させるのが非常に難しくなる。
パッシブスキルは常時発動して、ステータス強化やダメージ減少などキャラや行動結果に変化を与える。ただし、行動次第ではその変化がリセットされてしまうものもある。アクティブスキルとともに、一部を除いてレベル3まで上げることができる。
アクティブスキルはMPを消費して任意に使用して発動する。経験点やMPの消費量はレベルに応じて上昇するが、コストパフォーマンスが噛み合っているとは言えないものがあるので、純粋に上げた方がいいとは限らない。
本作ははっきり言ってあまり需要のない能力値やスキルが半数近く存在するので、無闇にそういったものに費やしてしまうとトリリオンに追い詰められやすくなってしまう。
千刃の谷
修練メダル5つ消費して1回実行できる、ステータス強化の補助システム。1階層限りのローグライクダンジョンをプレイして、敵を倒すことで経験点を獲得できる。100ターン（途中から120ターン）のうちに脱出しないといけない。また、ランダムでフィールド上にアイテムや宝箱が配置され、それを回収して持ち帰れれば倉庫に収納される。また、同様にお金も入手できる。
基本的に敵は負ける余地のない雑魚ばかりであるが、それぞれに厄介な特殊効果が設定されており、無闇に近づくと脱出できずに終わったりする可能性は十分にある。
ちなみに、このダンジョンは天井がないため、ジャンプして移動するタイプのスキルなら壁の向こう側に移動することができる。
ランダムイベント
日が経過するコマンドを実行した時、ランダムに発生するイベント。修練か骨休めかで発生しやすいイベントが異なる。
発生すると選択肢が発生し、それによって結果が異なる場合が多い。同じイベントで同じ選択肢を実行しても、イベントによってランダムもしくは魔王によって結果が変化する場合がある。
能力強化で習得できないレアなスキルを習得できる場合もあるが、逆に疲労が増加してしまう場合もある。
研究室
開始から数日経過すると使用可能になる、ファウストの研究室。所有するアイテムの売買が可能。強化デビルはさらに数日経過する必要がある。
ストーリーが進むことで買えるアイテムが増えていく。不用品を売ることも可能。
魔鍛冶屋
お金を使って、魔王の所持する武器を強化することができる。強化は攻撃力上昇と付与、スロット拡張の3つ。
攻撃力上昇はお金を使って物理・魔法攻撃力を1ずつ強化できる。強化上限は30。強化ごとに費用が増大し、総費用は相当かかるのだが、実の所あまり費用対効果が高くない。
付与は拡張済みのスロットに魔刻印と呼ばれるアイテムを付与することでステータスを強化したり、通常攻撃に特殊効果を付与したり出来る。ステータス・武器強化などと比べて上昇量が高いが、一度つけると消耗品の魔刻印を付与しないと外せなくなる。スロットの拡張は最大8つまで魔刻印のスロットを増やすことができる。攻撃力強化と同様に費用は徐々に増えていく。
利用する上で注意が必要なのは、かけた費用などは返還されず、次の魔王には一切引き継がれないこと。そのため、非売品で貴重な魔刻印などは使用タイミングが重要である。ちなみに、トリリオンを倒した魔王の装備品も周回時に同様にすべて失われる。
キャラクター
魔王に装飾品、使用アイテム、強化デビルを装備することができる。
装飾品は頭・胴体・両腕の4か所に装備することができ、それぞれ決まった傾向でステータスを強化できる。
使用アイテムは使用することができるアイテムを装備する。なお、千刃の谷で入手したが倉庫に収納できる上限である9以上に到達したアイテムは装備したままとなる。
強化デビルは最大5体まで装備できるが、強化デビルのランクごとに設定された必要容量がその魔王の統率力以下でなければ装備できない。
魔刻印と同様、トリリオン戦後は装備しているアイテムはすべて失われる。
アイテム
疲労・状態異常の回復アイテムやガチャで入手したプレゼントを使用することができる（プレゼントは1日3つまで）。
プレゼントは魔王によって好みに差異があり、反応によって上昇する親交度や想いポイントが変化する（想いポイントは上昇のみ）。なお、レアプレゼントは各キャラ2つずつ大好きなアイテムがある。一度あげたプレゼントの反応はライブラリに記録される。
大魔王の部屋
所謂ライブラリモード。トリリオンの状態・倒した敵の説明・プレゼントの反応などを確認することができる。

### 戦闘パート
概要
所謂ローグライクと言われる、マス目が振られたフィールドの中、敵味方のキャラが同時に行動するシステム。また、敵や部位の撃破によってそのターンにもう一度行動できる（複数同時に倒せばその分だけ行動数が追加される）。
魔王にはHP/MPのほかにも「想いポイント」というものが設定されている。これは修練やアイテムの売買といった行動が『想い出』として貯まるものであり、トリリオン戦ではHP/MPの代わりに消費することが可能である。トリリオン戦以外の戦闘でもそれまでに獲得したポイントを消費できるが、トリリオン戦でなければ戦闘後に元の値に戻っている。
千刃の谷やトリリオンとは別に、ルゥシェまではランダムイベントで生存している6人の魔王たちと戦うことがある。この場合、その魔王の初期スキルの1つを習得できる。習得するスキルは初期スキルのうちからランダムではなく既定の1つに固定。章が進むごとに能力が強化され、最終的には満足に勝てなくなるので注意。
トリリオン（モクジン）戦
トリリオンが画面奥から手前にある防衛ラインに向かって真っすぐ進む。トリリオンの行動は魔王の撃破でなく前進が主目的となっており、攻撃範囲内に魔王がいなければ数ターンごとに前進し続ける。
防衛ラインまで到達してしまうとその戦闘は敗北となり、魔王は死亡しないものの魔界は与ダメージに反比例する形で食い荒らされてしまう。この結果、魔界コアまで到達されるとゲームオーバーとなる。
トリリオンの体は非常に大きく、広範囲にダメージを与えるスキルならばその範囲全てに攻撃判定が行われる（クリティカル判定も別）。
HPを一定の値まで削ると、トリリオンは形態が3段階まで変化する。この場合、戦闘は中断され、2週間のインターバルの後に再度トリリオンに挑むこととなる。後述する撤退などと同じだが、こちらは回数に影響しない。
攻撃を喰らうと吹き飛ばされて立ち位置が変化する場合がある。
なお、戦闘中、誰が攻撃・被弾したかといったメッセージが流れる。これにはトリリオンのどの部位が攻撃を行おうとしているかも含まれるため、戦法的にも重要。メッセージはある程度バックログを確認することができる。
モクジンはトリリオンが最終形態以外の場合、1週間ごとにチャレンジできる。公式での名称は「闇の審判」。攻撃パターンはほぼトリリオンと同じだが、下僕のバリエーションが少なく、各ステータスが低いという違いがある。モクジンの最大HPと与ダメージの比率によって大量の経験点が獲得できる。方法次第では9999ポイント獲得することさえ可能。
攻撃予告
トリリオンの攻撃にはほぼ全て攻撃予告が存在しており、どの範囲に攻撃が及ぶかを事前に知ることができる。
攻撃対象は、4ターン以上ある場合は白、3ターンは黄、2ターンはオレンジ、1ターンは赤のマスが表示される。複数の攻撃が重なった場合、残ターン数が少ない攻撃が優先される。
なお、スキルには移動を伴うものが存在しており、トリリオンの広範囲攻撃を回避するために非常に重要（そのためか、MP消費量は軒並み高い）。予告による攻撃予測と的確な移動を駆使すれば、一切被弾せずに戦うことも出来る。
攻撃に必要なターン数は、魔王の行動速度に応じて変化する。そのため、低すぎるといきなり赤マスが表示される場合もある。例外として、魔王を遠ざけたり引き寄せたりするスキルだけは完全ノータイムで放ってくる。反面、このような行動制限系スキルを使用するとそれ以外の全ての行動予告がリセットされる。
部位破壊
トリリオンには本体の他に4つの部位があり、それぞれ魔王が射程範囲内にあると各部位が所有するスキルを使用して攻撃してくる。これらは耐久度が設定されており、攻撃するたびに1ずつ減少していき、0に設定できればその部位を破壊できる。なお、耐久度の減少量はパッシブスキルによって最大4まで増やせる他、範囲攻撃ならば範囲内全ての耐久力を削ることができる。
部位を破壊すると、その部位の使用するスキル全てを封じることができる他、ダメージを倍に増やすことができる。基本的には装甲が破壊されるだけなので、どの部位であろうとトリリオンのサイズは変化しない。部位へのダメージはその戦闘のみ有効で、次の戦闘時には破壊状態も含めて回復してしまう。
細かい名称や役割には差異があるが、基本的に前後左右それぞれに割り振られている。
戦闘終了条件
HPが尽きた場合の他、前述の防衛ライン到達、撤退によって終了する。
HPが0になった場合はその魔王は基本的に死亡してしまい、死に様スキル（後述）が発動する。
それ以外の場合は、2週間程度期間を開けて再度挑むことができる。ただし、回数などの制限があり、この制限に引っかかっている状態で防衛ラインに到達されると有無を言わさず全体攻撃で殺される。撤退の場合は想いポイントが一度も0になってないことも条件。
撤退すると想いポイントが半分になってしまうため、可能なら何とか防衛ラインまで引き込んだ方がいい。
なお、防衛ライン到達されたり撤退したりすると、ストーリーを次の段階に進ませることができなくなるため、注意が必要。
強化デビル
プレイヤーが操作できる魔王のほかにも、「抗神スーツ」の中に志願兵の魂を入れた強化デビルが存在する。この強化デビルは自動で行動し、魔王の統率力が高いほどたくさん連れてくることが可能である。HPはかなり低く設定されており、自動行動と相まってすぐ倒されてしまうように見えるが、実は被ダメージも相当低いため最低ランクのものでも数回は耐えられる。
強化デビルは4種類おり、ファウストから購入することで入手できる。
死に様スキル
魔王のHPが0になると、命と想いをこめた超必殺技「死に様スキル」を発動させることができる。発動時はこれまでの想い出が流れる演出が発生する。種類によって、それぞれ発動モーションが異なる。
計5種存在しており、トリリオンに大ダメージを与えたり、特定の部位を封じたりが可能である。
発動後、トリリオンによって数回に分けて魔王が喰われるという内容が展開する。その後、その魔王の力（引継ぎ・使用分も含む総獲得経験点）は全部ではないが覇王の指輪に込められ、次の戦いに挑む魔王のステータス強化へとつなげられる。
ちなみに、1周のプレイの間にすべて使うことが条件のトロフィーがある。
- 刹那の一撃：大ダメージを与える（100億〜200億程度）。システムにおける例外として、このスキルでトリリオンを倒せた場合、専用の会話が差し込まれてその魔王は生還する。
- 部位封印:トリリオンの部位を1つだけ封印して永続的にその部位による攻撃を使えなくさせる。死に様スキルの中でもかなり強力であるが、部位破壊によるダメージ増加がなくなる他、トリリオンの形態が変化すると解除されてしまうという欠点がある。
- 魔魂転生:その魔王のステータス全てを引き継いだNPCを次のトリリオン戦で登場させることができる。基本的に強化デビルと同じだが、ダメージを受けない代わりに99ターンで消滅してしまう。
- 破邪結界:次の魔王の育成周期を1.5倍にする（端数は切り捨て）。当然その分だけモクジン戦も増える。トリリオンや魔王に対して直接的な影響がないため、その後のプレイングスキルの影響が大きい。
- 武具絶化:次の魔王の武器を巨大化させ、攻撃力を強化できる。他のスキルと違い、実質金で賄うことが可能というのが最大のネック。

### その他
チャレンジモード
周回プレイ時に選択できる特殊モード。
最後の一人を除いて、クリアまでに登場した魔王を好きな順番で使用可能。周回引継・撤退なしという制限の下でプレイする。ストーリーイベントは発生しない。
引継ぎなしだがデータから消えるわけではないので、チャレンジモードクリア後に本来の引継ぎを受けることができる。

## あらすじ
魔界の民は、天界との戦いに明け暮れながらも、彼らなりに楽しい日々を送っていた。だがある日、大いなる邪神・魔壊神トリリオンが出現したことでその邪悪で楽しい日々はもろく崩れ去った。トリリオンは魔界軍に大打撃を与え、大魔王ゼアボロスをも倒した。死を迎えたゼアボロスの耳に、「ヤツを倒すために、自分の魂を捧げることはできる？」という少女の声が響く。その問いかけに了承した途端、ゼアボロスは身体が継ぎはぎだらけの状態で蘇った。かくして、ゼアボロスは自らをよみがえらせてくれた少女・ファウストとともに次世代の魔王達を育て、トリリオンの打倒を目指すのであった。

## 登場キャラクター

### メインキャラクター
魔王たちは、ゼアボロスとケルベロス以外は、大きな目を持った「使い魔」と呼ぶべき存在が傍らにいる。使い魔の喋るセリフは鳴き声だけで、（少なくともプレイヤーには）何を言っているかは不明。
ゼアボロス
声 - 川口翔
本作の主人公である大魔王。まっすぐで熱い心の持ち主。年功序列を気にするなど若干堅物なところも。トリリオンに倒された後、ファウストによってゾンビ同然に蘇生されたという経緯を持ち、全身が継ぎはぎだらけになっている。この結果、以前のような力は振るえなくなってしまっている。明言はされないが、復活前に胸から腹にかけて浮かぶ模様は大魔王の刻印と思われる（復活後は消滅）。
トリリオンを倒したら魂をファウストに貰われる契約を結んでいるため、いずれにせよ死を迎える運命にある。また、彼の魂の一部は「覇王の指輪」に封印されている。
かつては憤怒を司る魔王であり、大天使ミカエルを討伐した功績により大魔王となった。民のために身命を張れる漢であり、力を失ってなお魔界中の民は彼を慕っている。武人気質であり、自らが打倒した敵であるミカエルのことは今も相応の敬意を払っている。
まだ大魔王の座が世襲制であったころ、父親に武術を鍛えて次期大魔王である兄を助けるように言われていたため、学問的なものは苦手。また、恋愛も苦手としており自分の恋愛感情を把握していないこともあるが、いざとなれば情熱的なことを言うときもある。
エンディングにおいて、魂を渡す契約は様々な形で完全に履行されることはなく、存在が消滅することはなく終わる（基本的につぎはぎのままだが）。
最終章において、もはや抗う術を失ってもなお諦めない意思に9人の魔王の力を引き継いだ覇王の指輪が呼応したことで体が復元。いずれの魔王を凌ぐ凄まじい能力を有するようになる。本格的に後がないため、死に様スキルは「刹那の一撃」しか使えない。
なお、これにあたって特定の条件を満たしているとトリリオン撃破時に真エンディングに突入し、最終結果として死亡した魔王全員が復活して全てがほぼ元通りとなり、行為を浴びせられる日々を送ることとなる。
ファウスト
声 - 日笠陽子
ゼアボロスを蘇らせた少女で、操魂のグリモアの持ち主。謎めいた合理主義者だが、効率は重んじるため、徹夜などは好まない。
トリリオンの瘴気に耐えられる「抗神スーツ」の開発者でもある。このスーツに魂を入れてしまうともう戻れない、即ち魔族として死ぬのだが、魔界の民たちがこぞって自分を使ってくれと言ってきたことには心底驚いていた。
その正体は異なる次元の魔界における大魔王ルキフグスの娘で、トリリオンが空けた次元の穴を通ってゼアボロスたちのいる次元にやってきた。
彼女が大魔王の魂を必要とするのは、トリリオンに食われてしまった父親の魂を復元して復活させるためである。また、トリリオンを魔壊"神"と呼ぶ理由が分からなかったため、彼女の次元では天界との関係はさほど険悪ではないかそもそも天界が存在しない可能性が高い。
本来ゼアボロスの魔界の存亡自体は彼女の知る由ではなかったのだが、8人もの魔王の生き様に接し続けたこととゼアボロスへの好意のため、他人事と割り切れなくなってしまう。そうやって必死に欺き続ける姿と自身の「役割」を悟ったリリスが虚飾の魔王の座を譲渡したことで9人目の魔王として覚醒する。刻印の位置は背中。
本来は科学者であるため戦闘の経験は今回が恥じてであるが、魔王の力が注がれ続けた覇王の指輪の力でいずれにも劣らない能力を有する。理詰めで先の先まで読み、最小の力で最大の結果を目指すという効率的に戦うスタイル。
エンディングでは、ゼアボロスと結婚することになるが、結婚当日にまで事務仕事を行ったためにウリエルを怒らせた。なお、結局魂は奪わないために父親は復活させられなかったようだが、故郷の魔界は消滅を免れた模様。また、今後同じような事態が起きても対抗できるように次元間の経路を繋いだままにした。
ルゥシェ
声 - 佐倉綾音
ゼアボロスの姪。傲慢の刻印の所有者で、鎖骨の辺りにある。トリリオンに倒された叔父を見下し、自ら大魔王の座に就くべくトリリオン討伐に参加した。
上から目線で傲慢な物言いが目立つが、実は有言実行を常とする努力家。両親に言われていたため家事もでき、雑学も含めて物知りで、周囲に目を向けることも出来る優しい性格の持ち主でもある。一方で、寂しがり屋な一面や人形を集める趣味といった年相応な所を持っている。
ゼアボロスが大魔王となる前から彼と一緒に遊んでおり、実は当時から彼を慕っている。魔王となったのも、大魔王となったゼアボロスの隣に立ちたいがため（正確には誰よりも特別でいたいため）であり、その立場にあった父親には嫉妬心さえ向けていた。
候補者となった後はアスタロスの代わりを務めようとして女性として見ないことに憤慨する同時に、大魔王就任前後の騒動で気が滅入っていたため、アスタロスとの仲が悪くなりかけたが、ルゥシェが鎹となった結果破綻を回避することができた。彼にとって唯一心の拠り所となっていたことを聞かされて、関係を一歩進めることになる。
彼女の場合のみ、トリリオン戦前に代行者との戦闘が入る。敗北してもトリリオン戦に進むが、フェゴール以降は正規のストーリーには進めなくなり、状況次第ではゲームオーバーとなる。
エンディングでは、契約の履行を3年だけ待ってもらい、その間に代用手段を見つけ出したことで無事契約は破棄された。加えて、ファウストと暗に結託してゼアボロスに相応しいレディたる外見になるまでの時間稼ぎまでしていた。実際、身長はかなり伸び、スタイルもよくなっている（思い出が数百年単位の魔族としては成長速度が異様だが）。
使い魔は傘状の武器「バックベアード」。
名前の由来は傲慢を司る悪魔「ルシファー」だと思われる。
レヴィア
声 - 今井麻美
ゼアボロスの幼馴染。嫉妬の刻印の所有者で、刻印の位置は右尻。大人の女性のようにふるまうが、ゼアボロスと二人きりになると本性を現す。ゼアボロスを倒したトリリオンへの憎悪から討伐に参加した。
キャラ解説、影が差した目元、喜ぶプレゼントが包丁など一見するとヤンデレのようだが、イベントが主に発生する修練の際はゼアボロスと一緒なのでそういった要素は少なく、むしろ普段はツンデレともいえる態度をとる。酒は飲めるが下戸である模様。
甘いもの好きであるが、スタイルを気にしてあまり食べない。加えて、太るとヒップのサイズが増え、ダイエットするとバストのサイズが減るのが悩みの種（魔王の中では胸は大きい方だが）。
大魔王と歩くときは測ったように斜め後ろを歩くなど、非常に真面目で誠実。魔王で唯一王族出身でないため大魔王はおろか他の魔王にさえ様づけで呼び、敬語で接する。ルゥシェには猫かぶりと呼ばれ、あまりの他人行儀に憤慨された。しかし、断固として敬語スタイルを貫くわけではなく、プライベートであれば相応に親し気な態度での会話も可能である。家事もできる。このような性格のため、愛するゼアボロスと恋人になるなど思ってもいなかったが、今回の騒動でそういう訳でもなくなった。
エンディングでは、魂を半分ずつ差し出すことで契約を履行させる。その後はゼアボロスが戦場に鼓舞に出かけた際に帰りが遅れた結果、部屋で布団をかぶって丸まったり帰還を知るやむくれた顔で押し倒したりするなど、今までの反動か非常にべったりな性格となった。
使い魔は錨のような形状の槍「ジェンビアス」。
名前の由来は嫉妬を司る悪魔「レヴィアタン」だと思われる。
フェゴール
声 - 田辺留依
ゼアボロスの姉。怠惰の刻印の所有者で、刻印の位置は右足の裏。無口だが弟思いな性格で、弟のためにトリリオン討伐に参加した。かなりのめんどくさがり屋で寝てばかりだが、ゼアボロスさえ凌駕するほど絶大な魔力の持ち主でもある（ただし、トリリオンの瘴気には耐えられない様子）。そのためか、ゼアボロスは彼女に対して「あの方」と呼んだり常時尊敬語だったりと、およそ姉弟とは思えないほど非常に恭しい態度で接している。
普段はあまりやる気を出さないが、戦闘に関する嗅覚は鋭く、自分の力が必要な戦いが近づくと覚醒しやすくなる。戦場に出れば無敗を誇り、覚醒時の彼女は覇王の指輪をつけたルゥシェと互角以上に戦えるというとんでもない能力を誇る。
幼少時、大魔王である父親と兄を御前試合でまとめて叩きのめしてしまい、父親との関係を悪化させてしまったことを今でも多少なりとも気にしている。そのため、彼女の怠惰は自分の分を弁えた「謙虚」ともいえる。
戦場でも弟を気にするブラコンであるが、一方で当のゼアボロスからは前述のように下手な他人よりも他人行儀な振る舞いをされているため、姉弟らしい接し方が非常に不慣れ。手を握られただけで照れを通り越して混乱して怒り出すことも。
エンディングでは、契約履行の場において、偶然ゼアボロスが拾った父親の日記にこもっていた魂が輝きだし、それを父親の愛情と汲んだ二人によって代わりにファウストに渡される。その後は、ゼアボロスにキスや名前呼びなど恋人らしく接するように頼んでいる。
使い魔は分離してファンネルのように飛び回る両袖「ミギちん＆ヒダちん」。ちなみに、彼女から習得できる初期スキルは強力かつ貴重な「ダブルアタック」である。
名前の由来は怠惰を司る悪魔「ベルフェゴール」だと思われる。
マモン
声 - 大西沙織
ゼアボロスのいとこ。強欲の刻印の所有者で、刻印の位置は右手の平。お宝に目がなく、大魔王になったら、魔界中の富を独り占めしようと考えている。また、かつては魔界の入り口である地獄門の管理を任されていたが、トレジャーハンティング業にかまけるがあまり、本来の業務を放棄した経緯を持つ。逆に、だからこそトリリオンと遭遇せずに生存できたとも言える。
ルゥシェとは本音でぶつかり合う友人関係。初めて会った時はいきなり不躾なことを言い出したルゥシェに反発して大喧嘩をしたが、大人たちに止められたことでその場で和解。彼女の胸元にある金色の飾りは、この時に友情の証としてルゥシェから贈られた髪飾りである。
実はスラムの孤児院出身で、血縁でいえば王族ではない。ハントしたお宝はすべて換金し、世話になった孤児院はおろかスラム全体に分けて回っている。そのため、生活は特に派手ではない。なお、この活動は両親にかつて怒られたことで公にはしていない。
ゼアボロスとの交流を経て、スラムの件などで仲が良くなかった両親と話をすることを決意。実は両親が怒ったのは当時周囲を信用できず捻くれていた彼女が家の物を盗んで換金していたことを咎められたのを歪んで記憶したもので、本当はしっかり愛情を注がれていたことが判明したために和解した。
エンディングでは、超魔界コアに宿っていた初代大魔王サタンの魂を切り離して魔力を注いだ代用品を渡すことで解決。しかし、その反動で魔界が小型化してしまい、対策としてスラムの住人も住める100階建ての高層住宅を建築することとなった。ちなみに、ゼアボロスは事務職を押しつけられた。さらに、マモンに見合い話がばれて不貞腐れられてしまうが、マモンと結婚を決めたことで諸々を収めることができた。
使い魔は首に巻いた布「モメーン」。武器は双剣ツインバンデッド。
名前の由来は強欲を司る悪魔「マモン」だと思われる。
ペルペル
声 - 渕上舞
ルゥシェの妹。暴食の刻印の所有者で、刻印の位置は舌。姉とは対照的に間の抜けた幼い言動が特徴。大魔王になったら魔界をお菓子王国にしようと考えている。幼いころからお菓子をもらっていたため、叔父によくなついている（食べ物につられやすい所は心配されている）。その一方で、お菓子系のプレゼントは好みというほどではなかったりする。マモン同様地獄門の管理者だが、トリリオン襲撃時は偶然お菓子を食べに家に帰っていたので遭遇を回避できた。
前述の通り擬音を多用する幼げな口調なのだが、「ペロペロ」や「ズボズボ」などきわどい言葉を使う上、アシュメディアに余計なことを吹き込まれている。
表面と内面があまり合致しない魔王の中では、珍しくあまり表裏の差がないキャラ。また、感受性豊かで食欲や睡眠欲には非常に忠実。ルゥシェには勝手な行動をしては叩かれるなどしているが、姉妹仲はいい。
普段はあまりゼアボロスを異性とみている様子はないが、トリリオンに挑む直前にキスをしたりなど好意はしっかりある。
エンディングでは、トリリオンがかつて喰らった神の魂をペルペルが逆に食べて奪っており、それで代用することとなった。その明るい性格は魔界の民に希望を与えるものとして、ゼアボロスは後に賢王と呼ばれる予感を抱いている。また、お菓子の国を実現するなどやはり初志を貫徹した珍しいキャラとなった。
使い魔はスカートと一体となった口「ぱっくん」。武器は巨大なペロペロキャンディ「ぺろぺろあっくす」。ちなみに、彼女の使い魔はトリリオンの正体を先んじて知るヒントだったりする。
名前の由来は暴食を司る悪魔「ベルゼブブ」だと思われる。
アシュメディア
声 - 笹本菜津枝
ゼアボロスの従姉。色欲の刻印の所有者で、刻印の場所は右目（普段は髪で隠れている）。ゼアボロスをボクちゃんと呼び、色々とおちょくりつつも愛していた。敵が死を迎えるときに快感を味わうサディストで、強大な敵を打倒したいという思いからトリリオン討伐に参加した。
魔王の中では比較的年上と思われ、能力もフェゴールほどではないがかなり高い。交友関係はあまり判然としないが、レヴィアとはよく酒を飲み、酔ったレヴィアの様子を楽しんでいる。
実は受け身に回ると非常に弱く、ハプニングでゼアボロスと一緒にベッドに入ることになった際は借りてきた猫のように大人しくなった。さらに普段の言動と性癖から男との噂が度々流れていたが、実際は性経験はない。ただし、キャラを偽っているわけではない。
また、ロマンチストで動物好きな一面を持ち、ウリエルがエルマに渡そうとした恋の伝説がある「セフィロトの樹」の苗を強奪し、ゼアボロスと一緒に植えた。
エンディングでは、ゼアボロスを気絶させて自分の魂を差し出し、その後は姿を消す。数年後、ファウストに連れられて現れるが、それはわずかに残った魂の残滓を培養したもので、人格・記憶は完全に失われてしまっていた。しかし、ともに植えたセフィロトの花が開花したのをきっかけに記憶が復活、その伝説を試みることとなった。なおエンディングはイベントの都合上、交流を行ってないと訳が分からない内容になってしまう（フェゴールも同様）。
使い魔は♂と♀の形状をした武器「インキュ＆サッキュ」。
名前の由来は色欲を司る悪魔「アスモデウス」だと思われる。
エルマ
声 - 小澤亜李
ゼアボロスの妹。病弱ゆえ、大魔王城にいることが多い。心優しく温厚。また、セリフはひらがなが多い。ゼアボロスをお兄様と呼んで慕い、いざというとき頼りになる姉のフェゴールや魔界に希望をもたらしたファウストに憧れている。年が近いのか、ルゥシェとは仲がいい。
公表されていなかった7人目の魔王。最後に残った姉さえも失う中で、何もできない自分を深く憂いた結果、奪い返されていたアスタロスの魂が呼応して、憂鬱の刻印が宿ったことで魔王となった。刻印の場所は左肩。
病弱だったのは身体的問題ではなく魔力の巡りに問題があったらしく、魔王となって覇王の指輪から大量の魔力が流されたことで体質が改善。十分に戦闘が可能となった。
病弱だった経験から体の限界点を熟知しており、持てる能力を100％近い効率で行使できる。また、覚醒以前から魔力やその流れを色として視認することができ、戦闘においては未来予測に近い挙動で回避が可能と、元が非戦闘員とは思えない能力を有する。
実兄のゼアボロスに対しては幼い頃から結婚願望があり、釣り合うレディになりたいと思っている。ゼアボロスがわがままを聞いてくれることを嬉しく思う一方で、自分を妹としてしか見てくれないことに不満がある。
エンディングでは、リリスが自らを魔力の器にしてゼアボロスとエルマの魔力を注ぐことで代用となることを提案し、身代わりとなる。その後は大魔王としての政務をこなしながら、天界との和平を目指す。合わせて、愛に生きろというリリスの言葉に従い、自分の恋心をゼアボロスにキスとともに明かしつつも、妹という立場であり続けることも明かした。
使い魔は点滴台を兼ねた杖「マコちゃん」。
ケルベロス
声 - 吉岡麻耶
エルマのペットにしてゼアボロスの親友。もともとは大魔王城の番犬を務める三つ首の巨大な犬だったが、トリリオンの瘴気を浴びて弱体化した結果首が一つだけになり、球体と言えるレベルで丸っこい小型犬のような姿になってしまった。
プレイヤーには犬のような鳴き声にしか聞こえないが、天使であるウリエルと犬嫌いでガーオを除く登場人物のほとんどはケルベロスの言いたいことが理解できている。性格は強者に敬意を払う武人気質の様子。
条件を満たすことでプレイ可能となる、8人目の魔王。エルマさえ失い、トリリオンと己の無力に激しい怒りを燃やした結果、ゼアボロスが大魔王となって以降空位となっていた憤怒の魔王に覚醒する。ちなみに、覚醒後も小型犬のままである。刻印の位置はゼアボロスと同じ胸部もしくは腹部。
当初から身体能力を活用した戦闘能力は高く、修練では専ら新たに目覚めた魔力の扱いを重点が置かれていたが、それを引き出す適役であるガーオが及び腰だったために難航していた。しかし、ガーオがケルベロスと和解に成功したことで問題は解消される。
ゼアボロスとは、彼が魔王時代にアシュメディアが持ち込んだ厄介事として遭遇したのが初対面（この時点ですでに三つ首だった）。母親を失って気が立っていたが、幾度も拳を合わせることで認め合い親友となった。
エンディングでは、他の魔王にはないゼアボロスとの友情に注目し、ケルベロスの魔力をゼアボロスに注ぐことで必要な質量を超過させようとする。しかし、この計画は中途半端に成功し、ゼアボロスはリリス同様の幽霊となってしまう。ケルベロスが大魔王としての政務をこなす中、ゼアボロスはリリスに自分と同じノリを求められて辟易している。
魔族ではないので、使い魔などはいない。
トリリオン
魔界を食い荒らしている"魔壊神"。「神」とつくのは崇めているのではなく、忌むべき敵という意味の蔑称である。一兆の怨念から構成されており、ファウストからその数字を意味する魔界語からトリリオンという名前が付けられた。
魔界を食い荒らした後に休眠期間に入るという生活サイクルを送っている。また、進撃時は喰らった魂を使って4種類の下僕を生み出している。
常にまき散らしている瘴気は大魔王ゼアボロスレベルでようやく戦闘可能であり、それ以外の存在は兵隊クラスなら視認する間もなく死に絶えてしまい、魔王たちさえ戦うことはおろか撤退すら満足にできない。そのため、ゼアボロスの魂を封じた覇王の指輪を装着した一人のみが戦える、ということになっている（ゼアボロスの魂の損傷が激しかったため、指輪は一つしか作れなかった）。
なお、休眠期間の間はゼアボロスさえ近づけないほど濃い瘴気を展開するため、戦うにはあくまで活動期間を狙うしかない。
真エンドにて、いずこかの次元の魔界における暴食の魔王のなれの果てであることが明かされる。神の卑劣な策で愛する大魔王を自らの手で殺してしまったことで発狂し、神を憎み、天界コアとともに喰らう。しかし、尽きぬ食欲に苛まれるようになり、次元に穴をあけて様々な世界のコアを食い散らし、現在に至る。また、ストーリー開始時点ですでに天界・人間界に襲撃し、そのコアを喰らってしまっている。そのため、魔界にあるコアがこの次元に残された唯一のコアとなっている。
システムの項目で書いた通り、3つの形態を有しており、その都度戦闘方法が大きく変わる。程度に差はあるが、正面は攻撃が激しいが前進を封じやすく、背面はその逆という点は共通している。
巨人形態
喰らうことを目的とした姿だが、それでも凄まじい能力を誇っている。白を基調としたロボットのようなボディが特徴で、二本の足の間に巨大なもう一つの口が構えている。
敵の排除は食事のついでと言わんばかりに、下僕を頻繁に展開し、自身の攻撃頻度はさほど多くない。拳を振り下ろす攻撃は、その後に放たれる振り払い攻撃がキャラの立ち位置によって直前で攻撃方向を変えてくる特性を持っているので、特に注意が必要。
その巨体ゆえ、広範囲を攻撃するスキルを使えば大ダメージを与えることができる。
邪竜形態
魔王たちを自身の天敵とみなし、攻撃することに特化した形態。カラーリングは似たような感じであるが、竜の名の通りいくらか細くなっている。
巨人形態にはほとんどなかった遠距離攻撃が複数追加された他、両腕が切り離されて独立した敵「邪爪」として襲い掛かってくる。なお、「邪爪」を攻撃しても本体への影響はない。また、邪爪はある程度魔王を追ってくるが、大きく距離を取れば初期位置に戻る。
下僕の召喚頻度は3形態中で最も少ないが、その分直接的な攻撃はかなり激しい。稀に地面に潜ってフィールドから完全に姿を消し、数ターン後に広範囲を攻撃するスキルを放ってくる。
3ターンの間自身を中心に魔王を押し戻すスキルなども使用してくる他、ダメージゾーン展開→数ターン引き寄せ→全周囲攻撃というコンボ攻撃も使うため、移動効果付きのスキルがないと非常に苦戦する。
最終形態
本気で攻撃しても排除できない魔王たちに対して晒した形態。少女のような姿となり、サイズがそれまでに比べて非常に小さいが、魔王らと比べれば巨大であることに変わりはない。ただし、戦闘開始前の行動選択画面では狂的な笑みを浮かべている。
ファウストはおそらく最も自然に力を行使できる、トリリオン本来のものに近い姿と予想している。実際、同じ暴食の魔王であるペルペルと同じようにスカート部分が口になっているほか、技名が若干感情寄りになっている。
非常に範囲の広い攻撃や魔王が行動するたびに広がってくるダメージゾーン、下僕よりも明らかに強い分身体の召喚など非常に苛烈な攻撃を仕掛けてくる。破壊・部位封印などで攻撃を制限しないと満足に接近すらできない。
一度受けたスキル攻撃は以降ダメージを受けない（部位破壊は有効）という最強の盾「スキル吸収」と、発動後の魔王の移動に合わせて範囲が拡大する最強の矛「最後の晩餐」を有している。特に、スキル吸収は通常攻撃が貧弱になりがちな魔法攻撃キャラとの相性はほぼ最悪である。
さらには、この形態になると撤退などはできなくなり、全部位破壊すると頻繁に隣接禁止スキル&移動攻撃スキルを使うようになるという、凶悪な特性を多数有している。

### サブキャラクター
アスタロス
声 - 酒井広大
ゼアボロスの兄で、ルゥシェとペルペルの父親にあたる魔王。憂鬱の刻印の所有者。彼もまたゼアボロス同様の好漢である。また、不器用ながら家族愛に溢れた人物でもある。髪をかき上げる癖がある。
目下である身で大魔王となったゼアボロスからは申し訳なく思われている節があるが、彼自身はあくまで部下である魔王の一人として接するように求めている（プライベートは不明）。大魔王就任に関しても、ミカエルを打倒したゼアボロスこそが相応しいと推したのは彼である。
トリリオン出現に際し、先兵として大軍を率いて赴くも、瘴気によって戦力を失って自身もその巨腕に囚われてしまう。その様子を見て激昂し自分の忠告を聞かずトリリオンに挑もうとする弟の熱血漢ぶりに「仕方ないな」という様子を見せつつ、残される家族のことを頼んで喰われてしまう。
その魂は高潔というのがふさわしく、たとえ魂の断片と化してもなお娘の声に呼応して活性化して城へと戻り、エルマの悲痛な願いを叶えて憂鬱の魔王の座を譲渡している。この件で魂が完全に消滅してしまったらしく、真エンディングでも復活はしない。
使い魔は、会話が描写されないため名前などは不明。ただし、彼の剣には4つの目玉があるため、これが使い魔であると思われる。この剣はアスタロスを喰らったトリリオンに吐き出され、敗北したゼアボロスが死に様スキルと思しき一撃のために用いられた。結果、ダメージこそ与えられなかったが右腕を縫い付け、その場で休眠に追い込むことはできた。
リリス
声 - 能登有沙
初代大魔王サタンの妻で、ゼアボロスらの祖母にあたる。虚飾の刻印の所有者。かつてのトリリオンとの戦いで死亡し、現在は幽霊となって大魔王城で暮らしており、玉座の間から出ることはできない。ゼアボロスをちゃん付けで呼ぶことがある。
実は、トリリオンとの最初の戦闘において真っ先に敗れてしまった。それからなぜ自分が幽霊となってもまだ魔王として存在し続けるか分からなかったが、覇王の指輪に触れたことで何かを悟り、虚飾の魔王の素養を感じていたファウストに後を頼んで消滅する。
基本的に軽い性格ではあるが相応に真面目な所があり、空気を読まないウリエルに制裁を加えたりする。なお、年齢の話をすると不満をあらわにする。
サタン
天界から後に魔族となる者たちを率いて神に反旗を翻した、初代大魔王。トリリオンとの戦いで敗れたとされる。しかし、実際はリリスが早々に死亡した結果士気が下がり、抗う余地すらなく魔界コアを食われて敗北。サタンは自らの心臓を媒介に新たなコア「超魔界コア」を生成し、その魂を魔界に捧げたことがリリスによって語られた。
アゼル
二代目大魔王。サタンの息子でゼアボロスたちの父親。サタンも認めるほどの内政能力を持つ一方、天使との戦いの最前線で戦うという大魔王の役割を担うほどの戦力はなく、幼いフェゴールに討ち倒されたため、三代目は実績で選出されることとなった。
サタンという偉大すぎる父親を持ったコンプレックスでストレスに苛まれていたらしく、幼いフェゴールに倒されたことで関係がぎくしゃくしてしまうようになった。しかし、相応に愛情を向けてはおり、彼の残した日記は前述通り娘たちを救うことになった。
バフォメット
声 - 矢野龍太
ゼアボロスの執事で、魔界では大臣も務めている。色々と物知りだが、ゼアボロスに対しては過保護な一面もある。初代の頃から存命しており、トリリオンのことも知っていた。
8人もの魔王が死亡して絶望に苛まれる中、ウリエルからもたらされたアイテムが膨大な魔力を注ぐことで死者さえ蘇生できると知るや己の命を捧げて死亡してしまう。その後の流れはプレイヤーの選択肢による。
ラゴン
声 - 石田大祐
竜人型の上級魔族で、魔王らの修練に協力してくれる。レイピアを得意とする。
ガーオ
声 - 鳴海崇志
赤い上級魔族で、魔王らの修練に協力してくれる。巨大な鉄球を武器とする。隠しているが犬嫌い。
ラゴン同様、単純な魔力などは魔王らには及ばないものの、歴戦を潜り抜けた戦士としての戦闘技術は高く、最初は規格外の実力を持つフェゴール以外の魔王を圧倒することさえ可能。
医者
声 - 弦徳
ゾンビのような身なりの医者で、医者としての腕は確かである。胡散臭い薬を多数用意して、お試し価格と称しては売りつけている。敬語でしゃべるが、語尾の「〜です」が「〜DEATH」になっている。
ナース
声 - 高橋美月
医者のサポートを行う看護師。かなり大雑把な人物で、よく注射を失敗する。「〜ネジ」が口癖。
千刃の谷管理人
声 - 竹内麻沙美
魔物たちが蠢くダンジョン・千刃の谷の管理人。
魔鍛冶師
声 - 高橋結佳
城下町の鍛冶屋で、魔王たちの武器の強化に協力してくれる。ジャック・オー・ランタンのような帽子をかぶっている。
看板娘
声 - 中村温姫
魔界の城下町の酒場の看板娘。
映写魔
声 - 桜木アミサ
テレビのような姿と役割を持った魔族で、よく「きゅるるん」と鳴く。
モクジン
声 - 松岡正法
ファウストが開発した対トリリオン模擬戦用ダミー。入力されたデータをもとに形状変化できるが、低スペック故にトリリオンの模写は不十分。逆にいうと、勝利できないレベルのプレイングスキルではトリリオンにろくにダメージが与えられない。
彼に勝利するとHPが少しずつ増えていき、徐々に倒しにくくなる。一方、前の魔王から引き継がれる経験点は前の魔王が獲得した経験点総量の数割しかなく、魔王は弱体化していくので注意する必要がある。
ウリエル
声 - 奥山敬人
天界で神に仕える四大天使の一人。ぼろぼろになって魔界におちてきたところをエルマに保護される。ただし、弱っている隙に殺そうというバフォメットを制して救助するように命じたのはほかならぬ大魔王であることは最後まで知らない。
回復後は実は天界がすでにトリリオンの襲撃で壊滅状態であること、神から魔界での戦いを見届けるように言われたことを明かす。トリリオン襲来という絶好のチャンスに天界が攻めてこなかったのは、そもそも壊滅していたからである。
魔族のことは神の秩序に従わない無秩序なならず者としか思っておらず、度々見下してくる。が、弱いのでほぼ全員に相手にされない。あまりの扱いに、たまにゼアボロスにさえ不憫に思われることがある。
看病してくれた上に、既存の魔族の認識とは対極に位置するエルマは別格とみなし、恋心を抱いている。しかし、当のエルマはゼアボロスのことしか見ていない。さらには最後まで「天使さん」呼びで、そもそも個人として認識されてない節がある。
候補者がアシュメディアとなって以降はエルマに頼まれて7番目の修練担当として、幻覚で様々な過酷な環境を作り出す役割を担う。合間にエルマにアプローチをしようとするが、成功することはない。
魔王たちの生きざまを見続けたことで魔族蔑視の思想に変化が生じ、心の底で彼らを忌むべき敵だと思えなくなってしまったことを苦悩しつつも、絶望に沈むゼアボロスを叱咤しやる気を出させたりなどもしている。その真っすぐさはゼアボロスも認めている。
代行者
声 - ???
トリリオンの代行者を名乗る人物。髪をかき上げる癖がある。魔王たちに早く諦めて魔界コアを差し出すようにと唆す。
その正体は、アスタロスの魂の残滓から生み出された下僕が意志を持ったもの。ルゥシェは登場して早々、父親と同じ癖を持つ代行者の正体に薄々気づいていた。
ファウストがその魂を解析した結果、アスタロスの魂を素材にしてはいるが自我は残ってないと判明した。しかし、実際は微かに意思が残っており、ルゥシェとの直接対決で活性化、撃破された後は下僕の体は完全に殺されるも魂は城に戻って操魂のグリモアへと収まった。
ネプテューヌ/ノワール/ブラン/ベール/うずめ
無料DLCを導入することで登場する。突如魔界にやってきた、ゲイムギョウ界の女神たち。当初は「神」を名乗るために大いに訝しがられるが、（魔族が言うのも変であるが）邪悪な気配は感じないと認識されたため、協力関係を結ぶ。
曰く、うずめの封印体よろしくネプテューヌがどこぞから持ってきたゲーム機を起動させた結果、魔界に飛ばされてきたらしい。独特なテンションとノリで真面目なゼアボロスに頭痛を患わせた。
育成においては、修練のサポートメンバーとして協力する他、イベントにおいてランダムでそこそこ強力な装備品を入手できる。

## 用語
魔王
八つの枢要罪に七つの大罪で追加された「嫉妬」を加えた9つの罪をモチーフとした、魔王直属の高位魔族。本作で主となる6人が個性全開なのはゼアボロスが個々の自由さを気に入っているからであり、前二代の魔王がどうなっていたのかは不明。
魔王になるには、各大罪を示す「刻印」をその身に宿す必要がある。この刻印は各大罪に相応しいものに自然と発生するものであり、その決定は大魔王ですら覆せない。
細かい経緯は不明であるが、大魔王になるにあたって魔王の座する必要があるらしく、憤怒の魔王であったゼアボロスが大魔王になってからはその座は空位となっている。
作中では魔王たちの刻印は全員隠れるような位置にあり、ランダムで発生する混浴イベントでその位置を確認できる。
死に様スキル
システムの項目にもある、今際にて放たれる2つの意味で必殺の力。
その習得過程は様々で、感覚が消失した無我の境地、刻印がもたらす負荷の抑制、彼岸と此岸の狭間といった様々な状況を乗り越えることで覚醒する。
ゼアボロスはこういった状況にある程度身に覚えがあるため、暴走しかける魔王たちを引き戻すことができる。
コア
魔界や天界などの世界の礎たる物体で、巨大な宝石のような形状をしている。トリリオン曰く「まずい」。
消滅すると世界も消滅してしまうのだが、直ちに消滅するわけでも住人が死に絶えるわけでもない模様。魔界はサタンの魂を使って新しいコアを用意することで消滅を回避、天界はトリリオンに敗れた神が復活すれば再生可能な模様。人間界は破壊されたこと以外言及されないので不明。
ファウスト曰く、全てのコアが喰われるとその次元は崩壊・霧散してしまうとのこと。

## 開発
本作は、コンパイルハートの新ブランドである魔界一番館の第1作として2014年に制作開始が発表された。
この時点では2014年中に日本で発売する意向が示された一方、日本国外での発売計画についての発表はなかった。
その後、予定が2015年に延期され、最終的には2015年7月23日に決定した。
日本ではビジュアルブックやサウンドトラック、全7作の短編小説といった特典がついた限定版が発売された 。
本作の開発には『魔界戦記ディスガイア』シリーズのスタッフが多く参加しており、ディレクターの山本雅博は『魔界戦記ディスガイア4』のディレクションを務めたほか 、音楽を手掛けた佐藤天平も『魔界戦記ディスガイア』など複数の作品に参加している。
また、キャラクターデザイナーのナナメダケイはコンパイルハートから発売された『圧倒的遊戯 ムゲンソウルズ』でもキャラクターデザインを務めた。
開発のきっかけについて、山本は「10年以上もの間、キャラクターをじっくり育ててやりこむタイプのゲームを作ってきたが、異なるタイプのやりこみゲームを作りたいと考えた。その中でも、同じ内容を何度も繰り返しながら試行錯誤を重ねていくゲームに興味を抱いた。ただ、同じことを繰り返すタイプのゲームでは、再挑戦するためのモチベーションやきっかけが必要であると考え、同じ敵に何度も挑んで、歯が立たなければ育てなおすというという方法を思いついた。そして、その方法を発展させるための世界観を考えた結果、本作のコンセプトにつながった。」と電撃PlayStation編集長・西岡美道とのインタビューの中で述べている。
山本は「自分はシステムから入るので、初期案のストーリーは非常にドライなものだったが、ゲームに思い入れを持ってほしいと思った結果、設定を決めた時点でキャラクターの掛け合いが厚くなった」と振り返っており、死地に特攻する相手を見送る切なさを味わってほしいという思いから、ボイス数が2万を超えるほどの重厚な物語が出来上がった。
山本が出した初期案では、勇者一家が敵に立ち向かい、戦闘が進むにつれて戦いに出るキャラクターの年齢が幼くなり、最終的には赤ん坊が出撃するという内容であり、「幼い子どもが戦場へ行くのを防ぐために努力しよう」というコンセプトだったが、コンパイルハートとの話し合った結果、ユーザーが求めているであろうということで、魔界が舞台設定として選ばれ、出撃するのも魔王たちということになった。なお、初期案のうち、血縁者が出てくるという設定は本作にも受け継がれている。

### ダウンロードコンテンツ
本作の発売前、「予約しようキャンペーン」というキャンペーンが展開された。このキャンペーンは予約数によってダウンロードコンテンツの内容が変化するものであり、予約数が上がるほどコンテンツの質が向上する。最終的なランクは「B（やや赤字レベル）」だったが、その後販売本数が伸びて「A（リクープ～黒字レベル）」に到達したため、特別にA・Sランクで配信予定だったスキルがダウンロードできるようになった。
本作の発売日である2015年7月23日、『新次元ゲイム ネプテューヌVII』のキャラクターが修練の相手としてゲスト出演する『ネプキャラ参戦セット』が配信された。また、同日発売された電撃PlayStation595号には強化ボデビル『ポリタンデビル』のプロダクトコードが付録としてついてきたほか、週刊ファミ通には強化ボデビル『フォックスデビル』のプロダクトコードが付録としてついてきた。

### 英語版
2015年10月、アイデア・ファクトリー・インターナショナルが、2016年上半期内に本作の英語版の発売を行うことを発表した。2016年2月、北米での発売が3月29日に、ヨーロッパでの発売が2016年4月1日に決定した。
本作はネプテューヌシリーズの手法を応用する形で英語化されたが、翻訳チームは英語圏のプレイヤーにも理解しやすくするのと同時に、原文に忠実である必要があったうえ、同じ意味でも文化圏によって表現の仕方が異なっていたため、そのバランスをとるのに苦労した。その結果、英語版におけるシナリオの単語数は120万を超えた。

## 評価
本作の売れ行きは良く、7月31日版のSony Entertainment Network PS Vitaのダウンロードランキングで首位を獲得した。
4Gamer.netのgingerは、「一見するとありがちなゲームだが、緊張感のあるゲームシステムと世界観で本作の個性があらわれている」と評し、かなりとがったシステムのゲームなので、一味違うシビアなゲームが好きな人に向いているとした。